# Colin Davis
Colin Charles Houghton Davis, britanski dirkač Formule 1, * 29. julij 1933, Marylebone, London, Anglija, Združeno kraljestvo, † 19. december, 2012, Anglija.

## Življenjepis
V svoji karieri je nastopil le na dveh dirkah v sezoni 1959, Veliki nagradi Francije, kjer je odstopil, in Veliki nagradi Italije, kjer je zasedel enajsto mesto. Leta 1964 je skupaj z Antoniom Puccijem osvojil dirko Targa Florio s Porschejem 904 GTS.
Njegov oče je bil dirkač Sammy Davis.

## Popolni rezultati Formule 1
(legenda) (odebeljene dirke pomenijo najboljši štartni položaj, poševne pa najhitrejši krog, †-uvrščen kljub odstopu)
| Leto | Moštvo              | Šasija     | Motor    | 1   | 2   | 3   | 4       | 5  | 6   | 7   | 8      | 9   | Prv | Toč |
| ---- | ------------------- | ---------- | -------- | --- | --- | --- | ------- | -- | --- | --- | ------ | --- | --- | --- |
| 1959 | Scuderia Centro Sud | Cooper T51 | Maserati | MON | 500 | NIZ | FRA Ret | VB | NEM | POR | ITA 11 | ZDA | -   | 0   |